# Estero Guanta
El estero Guanta es un curso de agua que nace en las cordilleras de la Región de Coquimbo y fluye hasta desembocar en el río Turbio (Elqui).

## Trayecto
Nace entre la cordillera de la Punilla y la cordillera de Doña Ana y fluye con dirección general suroeste.

## Caudal y régimen
El informe de la Dirección General de Aguas concluye que "todas las estaciones fluviométricas muestran un régimen nival y presentan sus menores caudales en el mismo período". Y continua, "Corresponde íntegramente a toda la hoya hidrográfica del río Elqui, incluyendo sus principales afluentes: río Claro, estero Derecho, río Cochiguaz, río Turbio, río La Laguna y río Del Toro. En todos estos cauces se observa un régimen nival, con los mayores caudales entre noviembre y febrero en años húmedos. En años secos los caudales tienden a ser más uniformes a lo largo del año, sin mostrar variaciones importantes. El período de estiaje ocurre en meses de invierno, en el trimestre dado por los meses de junio, julio y agosto." El periodo de estiaje es junio, julio y agosto.: 54 

## Historia
Luis Risopatrón lo describe en su Diccionario Jeográfico de Chile: 374 
Guanta (Estero de) 29° 48' 70° 18'. Formado por los esteros de La Punilla i de Tilito, corre hacia el SW en un cajón angosto i se vácia en la márjen N del rio Turbio, inmediatamente al W de la aldea de aquel nombre; el sendero que sube por el cajón a uno i otro lado de la parte cultivada, pasa por Los Llanos, sigue jeneralmente por la ribera S hasta El Mal Paso, donde cruza a la ribera N con dificultad en las épocas de crecidas, sube una cuesta mala, en la que emplean una hora las cabalgaduras i sale por fin a Los Caserones, en los que se encuentran pequeñas vegas. 66, p. 13 i 222 (Pissis, 1875); 118, p. 98; 134; i 156; i Mal Paso de Guanta en 129.